# Lindores Abbey

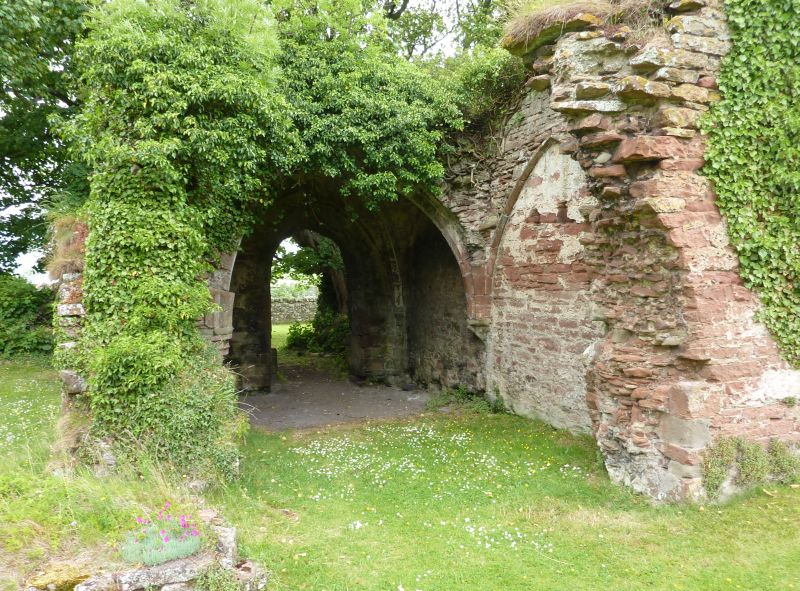
Östlicher Eingang

Lindores Abbey war eine Abtei in der schottischen Council Area Fife, von der heute noch Ruinen zeugen. 

## Geschichte
Das Kloster wurde um 1190 durch David von Schottland, Earl of Huntingdon als Ableger der Kelso Abbey gegründet.
In den Aufzeichnungen der königlich-schottischen Steuerbehörde wird berichtet, dass Bruder John Cor, ein Benediktinermönch der Abtei im Jahr 1494 oder 1495 eine größere Menge Gerstenmalz kaufte „ad faciendum aquavite“ – zu Deutsch: „um daraus Wasser des Lebens zu machen“. Diese Notiz gilt als die älteste erhaltene urkundliche Erwähnung schottischen Whiskys.
James Douglas, 9. Earl of Douglas war bis zu seinem Tod im Jahre 1491 etwa sieben Jahre lang in der Abtei inhaftiert.
1559 wurde das Kloster im Zuge der reformatorischen Wirren überfallen, ausgeplündert und für aufgelöst erklärt; erhalten geblieben sind lediglich das Eingangsportal sowie Teile von Kreuzgang, Kapitelsaal, Sakristei und Kirche.
Im Jahr 1600 wurde der Titel Lord Lindores von König Jakob VI. an Patrick Leslie of Pitcairlie verliehen, der der zweite Sohn von Andrew Leslie, 5. Earl of Rothes war. Dieser war spätestens ab 1569 Kommendatarabt von Lindores Abbey, das damit in eine weltliche Herrschaft umgewandelt wurde.
Die Ruinen der Abtei Lindores gelangten 1913 in den Besitz von Ian Howison; dessen Urenkel, Drew McKenzie Smith, begann 2016 an der Stelle des nahezu spurlos verschwundenen Wirtschaftshofs des Klosters mit dem Bau einer Whiskybrennerei. Seit 2017 wird dort destilliert; im selben Jahr öffnete das ebenfalls neu errichtete Besucherzentrum.